# 何文維
何文維（1534年—？），字衛正，遼東定遼後衛官籍，江西饒州府餘干縣人，明朝政治人物。

## 生平
遼東都司學生，順天府鄉試第九十八名舉人。嘉靖四十一年（1562年）中式壬戌科會試第一百八十名，三甲第二百一十一名進士。官工部主事。

## 家族
曾祖何能；祖父何琮，贈知州；父何鑌，府同知。前母繆氏（贈宜人）；母孫氏（封宜人）；繼母徐氏。具庆下。兄何綸、文縉、文絗、文绍（所镇抚）、文綺、文纯。弟文綵。